# Rex Patrick Team
Rex Patrick Team (abrégé REX) est un parti politique australien du centre créé par le sénateur d'Australie-Méridionale Rex Patrick (en).

## Histoire
Le parti est fondé par Rex Patrick après que celui-ci eut quitté l'Alliance du centre pour devenir indépendant. Sénateur indépendant pendant cinq mois, son parti, le Rex Patrick Team est enregistré par la commission électorale australienne en tant que parti politique en janvier 2021.